# Ulrich Franzen
Ulrich Joseph Franzen, né le 15 janvier 1921 à Düsseldorf et mort le 6 octobre 2012 à Santa Fe, est un architecte américain d'origine allemande.

## Biographie
Il immigre en 1936 aux États-Unis.
À partir de 1951, il travaille auprès de l'architecte américain Ieoh Ming Pei qu'il quitte cependant en 1955 pour créer sa propre firme Ulrich Franzen & Associates.
Son premier projet majeur est l'Alley Theatre de Houston et il est aussi connu pour le siège social d'Altria à New York.
Son style de prédominance est le brutalisme.

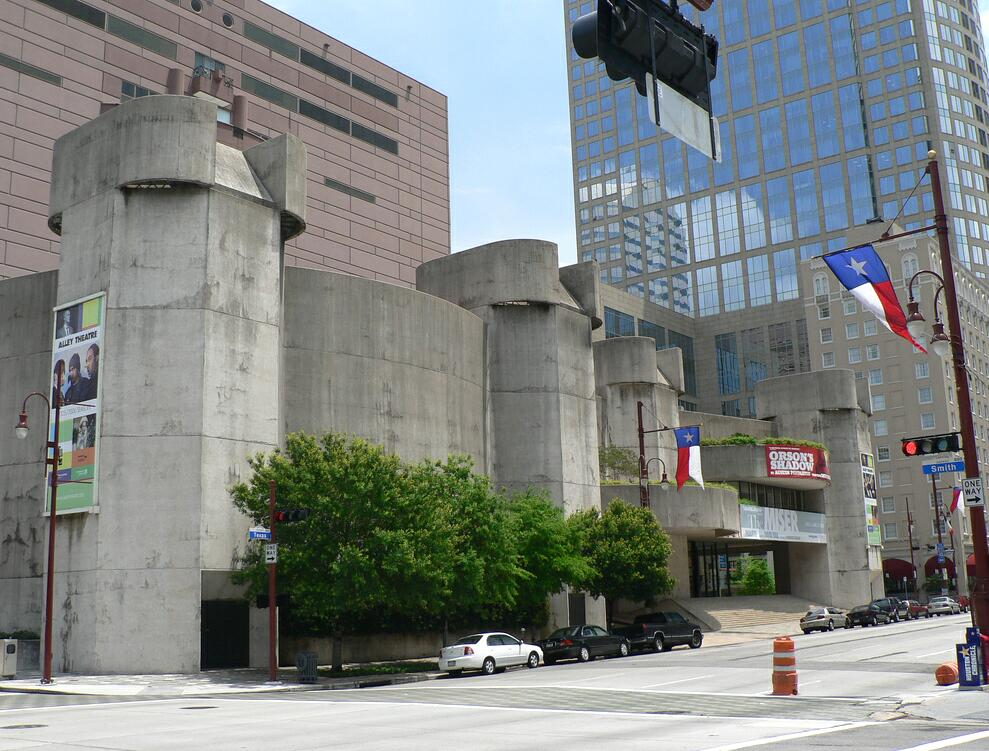
L'Alley Theatre de Houston.